# Albatàrrec
Albatàrrec är en kommun i Spanien.   Den ligger i provinsen Província de Lleida och regionen Katalonien, i den östra delen av landet, 400 km öster om huvudstaden Madrid. Antalet invånare är 2 113. Arean är 10,5 kvadratkilometer. Albatàrrec gränsar till Alfés, Lleida och Montoliu de Lleida. 
Terrängen i Albatàrrec är platt.